# ΜFM W-ing Up
『μFM W-ing Up』（ミューエフエム ウイングアップ）は、エフエム鹿児島 (μFM) で2007年4月から2年間放送されたラジオ番組。放送時間は月曜から金曜の7時30分から10時55分（日本標準時、以下同様）。パーソナリティは奥ゆかり（月曜 - 水曜）と有賀真姫（木曜・金曜）。

## 概要
2007年4月2日に、エフエム鹿児島として初となる朝のワイド番組として開始し、2009年3月31日に終了した。
当番組開始のために10時以降に放送されていた2番組（『Move On!〜aiRhythm〜』『FRIDAY AIR SHUFFLE HAPPY☆TRACKS』）を終了させ、2番組のパーソナリティを起用した。前述2番組の放送時間は12時55分までであり、11時30分からの番組は『Switch!』となった。後番組は『μ`s Cafe』で前番組の『Move On!〜aiRhythm〜』同様、放送時間が10時-12時55分に戻される。